# Cornelius Lanczos
Cornelius Lanczos [kornélius láncoš] (madžarsko Lánczos Kornél), madžarski matematik in fizik, * 2. februar 1893, Székesfehérvár, Avstro-Ogrska (sedaj Madžarska), † 25. junij 1974, Budimpešta, Madžarska.
Lanczos je najbolj znan po svojem delu iz splošne teorije relativnosti, hitrih Fourierjevih transformacij, algoritmu za iskanje lastnih vrednosti velikih simetričnih matrik. Bil je izreden učitelj fizike. Njegovo delo Variacijska načela mehanike (The Variational Principles of Mechanics) iz leta 1949 na primer kaže njegove pojasnjevalne sposobnosti in navdušenje nad predmetom.
Po Györgyju Marxu je Lanczos spadal med Marsovce, skupino uglednih madžarskih znanstvenikov, ki je v prvi polovici 20. stoletja emigrirala v ZDA.